# Римски уговори (1941)
Римски уговори (итал. Trattato di Roma) били су низ уговора које су закључили Фашистичка Италија и марионетска Независна Држава Хрватска (НДХ) 18. маја 1941, након осовинске инвазије на Југославију. Уговорима су одређене границе између Италије и НДХ, уступајући Италији територију која је великим дијелом био организована у Гувернаторат Далмацију. Такође, НДХ је забрањено слање поморских снага у Јадранско море и ограничено је кретање њених трупа у дијелу НДХ под италијанском контролом.
Остале одредбе уговора у великој мјери су потчиниле НДХ италијанским интересима у питањима одбране, иностране политике и привреде и дјелотворно поставиле НДХ у положај квазипротектората, обавезујући НДХ да склапа даље уговоре које захтјева Италија. Коначно, уговорима је утврђено да ће усташки режим у НДХ, предвођен Антом Павелићем, понудити положај краља Хрватске припаднику владајуће италијанске династије Савоја, којег именује италијански краљ Виторио Емануеле III. Место краља НДХ је добио Ајмоне од Аосте, чији прадеда је Виторио Емануеле II, који је био деда актуелног краља. Ајмоне је владао као Томислав II, али никад није крочио на територију НДХ. Уговоре је Павелић укинуо након капитулације Италије 3. септембра 1943. године.
Уговори и на њима засновани даљи споразуми, изазвали су негодовање Хрвата, без обзира на њихов став према режиму и допринијели су све успјешнијем устанку предвођен партизанима против осовинске окупацију. Безбједносни аранжмани у италијанским окупационим зонама унутар НДХ захтијевали су од Италијана да користе четнике као помоћне трупе у антипартизанском рату, јер су простране територије остављене без сталних гарнизона. Ова политика је олакшала повлачење партизана након пораза у Црној Гори и источној Босни и Херцеговини и успостављање Бихаћке републике у новембру 1942. године.

## Позадина

### Планови за разбијање Југославије
- Хрватска (њемачка и италијанска окупација)
- Србија (њемачка окупација)
- Банат (њемачка окупација и мјесна њемачка управа)
- Црна Гора (италијанска окупација)
- Бугарска окупација и анексија
- Њемачка окупација и анексија
- Италијанска окупација и анексија
- Италијанска окупација и анексија (као дио Албаније)
- Мађарска окупација и анексија

Тражећи освету због повлачења Југославије из Тројног пакта послије војног пуча у марту 1941, Адолф Хитлер је покушао да политички уништи Краљевину Југославију кроз парчање територије. Тај потез је подржао италијански вођа Бенито Мусолини, који је вјеровао да ће парчање олакшати Фашистичкој Италији да прошири своју територију апсорбујући бивше југословенске територије. Мусолини је посебно желио југозападне дијелове Словеначких земаља, као и неодређене области Далмације и другдје дуж источне обале Јадрана.
У оквиру Операције 25, њемачки планови за распад Југославије укључивали су територијално ширење Нацистичке Њемачке; награде за њемачке савезнике Италију, Мађарску и Бугарску; и политичка обећања Хрватима, смишљена да искористе хрватско незадовољство југословенским режимом. У почетку су планови захтијевали посебан политички третман и каснију аутономију Хрватске. Хитлер је Мађарској понудио могућност да апсорбује Хрватску 27. марта 1941, очигледно мислећи на територије које су у великој мјери одговарале бившој Краљевини Хрватској и Славонији. Босну и Херцеговину, као и Далмацију и Црну Гору, требало је препустити Италији. Међутим, регент Миклош Хорти је 29. марта одбио ту понуду, а Њемачка се два дана касније окренула идеји успостављања хрватске државе.

### Успостављање Независне Државе Хрватске
Њемачка се обратила Хрватској сељачкој странци, најпопуларнијој хрватској политичкој странци у то вријеме, да успостави независну државу. Предсједнику странке Влатку Мачеку је понуђена дужност шефа државе, али је то Мачек одбио. Због одбијања, исту понуду је добио Усташа — Хрватски револуционарни покрет са сједиштем у Торину у Италији и њихов вођа Анте Павелић, за којег се Њемачка плашила да је италијански агент. Мусолини је, у међувремену, настојао да искористи обећања дата у меморандуму из 1927. који су поднијели Павелић и Иво Франк, који не само да је обећавао италијанску политичку, економску и војну доминацију у јадранском региону, већ је обећавао и да Италији уступити Боку которску и дијелове Далмације који су били од стратешког значаја за Италију. Заузврат, од Италије се само тражила подршка хрватској борби против Југославије. Мусолини се, међутим, плашио да су италијански интереси угрожени јер је Павелић само приватно рекао Мусолинију да ће усташки режим подржати италијанске претензије на источну обалу Јадрана. У то вријеме, Павелић је избјегавао да даје било какве писане коментаре за које се плашио да ће га учинити издајником, а Италијани су меморандум из 1927. сматрали недовољно формалним.
Силе Осовине су напале Југославију 6. априла 1941. и, пошто је Мачек одбио поновни њемачки притисак да преузме власт над хрватском сателитском државом, Независна Држава Хрватска (НДХ) је проглашена 10. априла, док се Вермахт приближавао Загребу. Проглашење је објавио Славко Кватерник на наговор и уз подршку СС-пуковника Едмунда Фезенмајера, који је био привржен Dienststelle Ribbentrop.
Сљедећег дана, Павелић и његови сљедбеници окупили су се у италијанском граду Пистоји. Прије поласка возом за Трст, а затим путем према Загребу, предате су им италијанске униформе, аутобуси, аутомобили и лако наоружање. Међутим, кад су стигли у Карловац 14. априла, Мусолини је авионом послао Филипа Анфуса да пресретне Павелића и добије писму, јавну потврду да ће признати италијанске претензије у Далмацији. Павелић је послушао, а Анфусо га је оставио да настави и стигао је у Загреб у рано јутро 15. априла са 195 усташа у пратњи. Југославије се убрзо предала, 17. априла 1941. године.

### Италијанска и њемачка контрола
Павелић је на почетку претпоставио да ће НДХ бити унутар италијанске сфере утицаја, а Италија је НДХ видјела као зависну територију. Њемачка је до 22. априла поставила Едмунда Глеза фон Хорстенауа за војног изасланика у НДХ и Зигфрида Кашеа за амбасадора, док је Италија послала Рафаела Казертана као специјалног представника у Загреб. Њемачко министарство иностраних послова поручило је Кашеу да очекује сукобљавања Италије и НДХ око разних питања и упутило га да, када је то могуће, предузме приступ без непосредног учешћа, уз подршку Италији у сваком тренутку.
У међувремену, Хитлер је поништио своју првобитну одлуку да Босну и Херцеговину препусти Италији, а министри иностраних послова Јоахим фон Рибентроп и Галеацо Ћано састали су се у Бечу 21—22. април како би одредили демаркациону линију, раздвајајући НДХ отприлике по средини од сјеверозапада до југоистока. Ова Бечка линија одвајала је њемачку окупациону зону на сјеверу од италијанске према југу, а била је постављена тако да осигура њемачку контролу над изворима сировина и линијама комуникације између Аустрије и Грчке. Ова одлука је била и поништавање обећања да ће њемачке трупе што прије напустити НДХ.

## Одредбе

### Преговори
Павелић и Ћано су 25. априла у Љубљани одржали прву рунду преговора за утврђивање граница између НДХ и Италије. Ћано је у почетку полагао право на појас земље дуж читаве јадранске обале, повезујући Словеначке земље и Црну Гору. Када се Павелић пожалио да ће га то коштати положаја, Ћано је представио још једна приједлог, овога пута у великој мјери ограничен на бившу Краљевину Далмацију, праћен уговором којим је НДХ правно придружена Италији на војној, политичкој и економској основи. Павелић је затражио од Ћана да Сплит, Дубровник и неколико јадранских острва препусти НДХ и да избјегне успостављање царинске уније. Сљедеће дана Мусолини је пристао на Павелићев захтјев, осим оног везаног за Сплит. Ћано се сложио, сматрајући да је најкорисније блиско везати НДХ за Италију, него непосредно анектирати велику територију са непријатељским становништвом.
Други круг преговора одржан је у Загребу између Павелића и Казертана, а 29. априла је постигнут споразум о именовању принца Савојског дома за краља Хрватске. Казертану је наложено да инсистира на италијанском посједовању Сплита, али само ако то не угрози успјешно склапање уговора. Павелић је, међутим, тражио само одређене гаранције у погледу градске управе, а није инсистирао на томе да град остане у саставу НДХ. Павелић се са Мусолинијем и Ћаном састао 7. маја у Монфалконеу, гдје је Ћано инсистирао на томе да се Италији придода родном мјесто његовог оца Бакар и на аквизицији Корчуле. Посебно је предвиђено да власти НДХ омогуће отварање школа и употребу италијанског језика у приморским подручјима под контролом НДХ, док је Италија обећала да ће склопити даље споразуме са НДХ о управљању Сплитом и Корчулом. Ова посљедња одредба никада није спроведена. Потврђени су ранији договори и одређено је потписивање уговора за 18. мај у Риму. Процес ратификације није предвиђен.

### Уговор о одређивању граница
Италијанско-хрватски уговор о границама дефинисао је највећи дио границе између Италије и НДХ. Превиђено је анектирање 5380 км2 Италији, а на том простору је живјело 380.000 људи. Обухватао је Далматинску загору града Задра, као и градове Сплит и Шибеник, већину јадранских острва и појас земље у сјеверозападној Хрватској. Ове земље означене су као „Зона I” и углавном су биле организоване као Гувернаторат Далмација.
На сјеверу је повучена граница тако да су се у саставу Италије нашли градови: Кастав, Сушак, Фужине, Чабар, Бакар и дио Делничког котара. У средишњем дијелу источне обале Јадрана, Италија је добила територију између ријеке Зрмање и тачке јужно од Сплита, као и Боку которску на југу. Италија је добила и сва јадранска острва осим Пага, Брача и Хвара. Мусолини и Павелић су потписали уговор 18. маја у Риму, а територије припојене према уговору инкорпориране су у италијански правни систем Краљевском уредбом 452, издатом истог дана.
Главни уговор су пратила два додатна уговора о граници. Корекција границе између НДХ и Словеначких земаља под италијанском контролом извршена је 15. јула, док је граница између НДХ и Црне Горе под италијанском окупацијом утврђена уговором закљученим 27. октобра.

### Споразум о питањима војничкога значаја
НДХ и Италија су 18. маја закључиле Споразум о питањима војничкога значаја, која се односе на јадранско приморско подручје. Споразумом су успостављена још два подручја унутар италијанске окупационе зоне у НДХ. Зона II је била копнени појас који се протезао дуж цијеле обале Јадранског мора (или Зона I, гдје присутна) између Словеније и Црне Горе, а Зона III се протезала између Зоне II и Бечке линије. Споразум је забранио НДХ да распоређује трупе у Зони II, дозвољавајући јој само да успостави цивилну управу. Споразум је такође забранио Морнарици НДХ упућивање на Јадран осим ради полицијске и царинске контроле, а утврђено је да ће италијанским трупама бити дозвољено да користе путеве и жељезничке пруге за транзит кроз НДХ у складу са будућим споразумом о тој теми.

### Споразум о јемству и сарадњи
Даља питања била су регулисана двадесетпетогодишњим Споразумом о јемству и сарадњи, у којем је наведено да Италија гарантује политичку независност и неповредивост граница НДХ, утврђених међусобним споразумом. Споразумом је НДХ забрањено да склапа међународне уговоре противне духу овог споразума и захтијевао је од НДХ да се за развој своје војске ослони на Италију. Коначно, уговор је основао комисију за проучавање могућности економског развоја које ће се искористити како се околности буду побољшавале. Потписнице су посебним протоколом потврдиле све споразуме закључене између Југославије и Италије.

### Именовање краља
Само неколико часова прије потписивања споразума, Павелић је формално затражио од италијанског краља Виторија Емануела III да именује члана Савојског дома за краља Хрватске, како раније и договорено. Италијански краљ је одговорио именовањем принца и војводе од Сполета Ајмонеа од Савоја-Аосте на тај положај. Због тога, Римски уговори су потписани у име „Краљевине Хрватске”. Ајмоне је преузео власт као Томислав II, по узору на краља Томислава Трпимировића, а 1943. је свом новорођеном сину Амедеу дао девето име Звонимир. Упркос томе што је био краљ НДХ, никад није крочио на њену територију, највише због спора око Далмације.
Родослов краља НДХ Томислава II:
- Виторио Емануеле II
  - Умберто I
    - Виторио Емануеле III

  - Амадео I од Аосте
    - Емануеле Филиберто од Аосте
      - Амадео од Аосте
      - Ајмоне од Аосте (Томислав II)

## Одговор
Римски уговори представљали су материјализацију Мусолинијеве амбиције ширења преко Јадрана. Уговори су од НДХ направили италијански квазипротекторат и потврдили да је њена независност само формална. Уговори су значили губитак суверених права и великог дијела територије, док су страног принца позивали да постане хрватске суверен. То је заузврат осигурало да усташки режим не постане универзално прихваћен чак ни међу Хрватима, нити да учврсти своју власт широм НДХ.
Иако су њемачки представници у НДХ испрва препустили рјешавање унутрашњих послова Италијанима, ипак су се питали о оправданости италијанских територијалних претензија које нису имале очигледну етничку позадину. Ћано је објаснио да се тврдње заснивају и на историјским и културним границама, као и на италијанској потреби да се побољшају границе и прошири животни простор. Виторио Емануел III је предвидио да ће величина италијанских проблема одговарати величини анектиране територије, али је био немоћан да интервенише.
Уговори су наишли на крајње неповољан пријем међу хрватским становништвом, посебно међу људима који су живјели дуж јадранске обале. У фебруару 1942. Глез фон Хорстенау је примјетио да је народно расположење на том простору такво да становништво жељно чека да Британска армија изврши инвазију и ослободи је и да ће мјесно становништво устати против сила Осовине. Чак и поједине усташе биле шокиране када су сазнале услове споразума и биле су увјерене да се служити само комунистичкој и партизанској пропаганди. Уговори су створили природну основу за партизанска регрутовања међу Хрватима, нарочито у Далмацији.

### Реокупација Зона II и III
Иако су се италијанске снаге повукле из Зона II и III након потписивања Римских уговора у мају, ова одлука је једнострано поништена 22. августа. Одлука о реокупацији НДХ наводно је била мотивисана намјером да се супротставе партизанима, ако је такође служила за одвраћање њемачког приступа Јадрану.
Реокупација је формализована 7. септембра, када је Италија преузела војну и цивилну управу над Зоном II, као и војну власти у Зони III, чиме је власт НДХ у Зони III сведена на цивилну управо под италијанским надзором. Пуним преузимањем Зоне III Италија је добила контролу над територијом коју је Ћано тражио током преговора у Љубљани у априлу 1941. године. НДХ је била под притиском да снабдијева храном италијанске трупе у Зони II и III и цивилно становништво у Зони I. Трупе НДХ су у великој мјери напустиле зону под италијанском окупацијом, а оно мало што је остало или се вратило након споразума од 19. јуна 1942. стављено је под италијанску команду.
У јуну 1942. италијанске снаге су повукле 70—80 батаљона од 200 стационираних у Зонама II и III, бирајући да гарнизоне постављају само у велике популационе центра и на главне транспортне руте. То је било мотивисано догађајима из претходне зиме, када су партизани успјели да одсјеку изоловане италијанске гарнизоне. Повлачење је навело Италијане да се ослоне на Добровољачку антикомунистичку милицију, углавном састављену од четника, као помоћне јединице за антипартизански рат. Када су се италијанске трупе повукле након пораза у Црногорској офанзиви 1942. и у Операцији Алфа, партизани су искористили повлачење, поново заузевши Бихаћ и околне дијелове Зона II и III у новембру 1942. године. Ова ослобођена територија постала је позната као Бихаћка република. Касније тог мјесеца, ту је основано Антифашистичко вијеће народног ослобођења Југославије (АВНОЈ) као панјугословенска скупштина под контролом партизана.

## Раскид уговора
Након примирја у Касибилеу 3. септембра 1943. прије италијанске предаје, италијанске трупе у Југославији су добиле различите инструкције да се врате у Италију, да обезбједе оружје и залихе партизанима или да се боре против Њемачке заједно са партизанима. Неке италијанске јединице су Нијемци убиједили да се приклоне Италијанској Социјалној Републици.
Скора италијанска предаја била је општеприхваћена међу хрватским становништвом. Они који су подржавали партизанску борбу на предају су гледали као на слом непријатељске силе, док су усташе осјетиле олакшање прекидом италијанске доминације. Павелић је 10. септембра прогласио неважећим Римске уговоре и анексију Зоне I. Павелић је у свом прогласу најавио и анексију подручја која си раније била изван Југославије; тачније Задар, Ријека и дио Истре. Овај потез је блокирао Хитлер, који је успоставио Оперативну зону Јадранско приморје, која је обухватала најсјевернији дио некадашње Зоне I, као и Ријеку и Истру. НДХ је такође забрањена анексија Задра и острва Ластово.
Како су се италијанске трупе у окупационим зонама распале, партизани су покушали да запосједну што је могуће више војне опреме. НДХ практично није имала трупе на том подручју, а Нијемци су их ограничили на заузимање италијанских гарнизона у Загребу и Карловцу, док су четници ангажовани у настојању да обезбједе контролу над бившим италијанским окупационим зонама. Од примирја 1943, Италија је сматрала Римске уговоре ништавним и неважећим, а мировни споразум из 1947. између Италије и савезничких сила уопште не помиње Римске уговоре из 1941. године.